# Brglez (priimek)
Brglez je priimek v Sloveniji, ki ga je po podatkih Statističnega urada Republike Slovenije na dan 1. januarja 2013 uporabljo 851 oseb in je med vsemi priimki po pogostosti uporabe uvrščen na 225. mesto.

## Znani nosilci priimka
- Alja Brglez (*1965), zgodovinarka/antropologinja, menedžerka, PR-ovka
- Anja Brglez, flavtistka
- Andrej Brglez (*1969), avtomobilistični strokovnjak, predsednik AMZS
- Franc Brglez, računalnikar, univ. profesor (ZDA)
- Franček Brglez (1922—1997), šahist, novinar
- Ivanka Brglez (*1929), veterinarka, univerzitetna profesorica
- Janez Brglez (1927—2011), veterinar, univerzitetni profesor, dopisni član HAZU
- Martin Brglez, fizik, astronom
- Milan Brglez (*1967), mednarodni politolog/pravnik, teoretik in politik
- Neda Pagon-Brglez (1941—2020), sociologinja, publicistka, urednica
- Pavel Brglez (1939—2023), gospodarstvenik, politik
- Simona Kostanjšek Brglez (*1985), umetnostna zgodovinarka
- Stanislav Brglez (1936—2016), poštni in telekomunikacijski strokovnjak
- Živa Brglez, restavratorka
- Živa Brglez (*1991), producentka, kritičarka, kuratorka, pedagoginja